# Liste der Monuments historiques in Bretignolles-sur-Mer
Die Liste der Monuments historiques in Bretignolles-sur-Mer führt die Monuments historiques in der französischen Gemeinde Bretignolles-sur-Mer auf.

## Liste der Bauwerke
| Bezeichnung                        | Beschreibung | Standort                     | Kennzeichnung | Schutzstatus | Datum | Bild           |
| ---------------------------------- | ------------ | ---------------------------- | ------------- | ------------ | ----- | -------------- |
| Schloss Beaumarchais               |              | Beaumarchais-le-Logis (Lage) | PA00110059    | Inscrit      | 1962  | weitere Bilder |
| Dolmen La Pierre Levée von Soubise |              | La Pierre-Levée (Lage)       | PA00110060    | Inscrit      | 1984  | weitere Bilder |

## Liste der Objekte
- Monuments historiques (Objekte) in Bretignolles-sur-Mer in der Base Palissy des französischen Kultusministeriums